# Hoa hậu Châu Á Thái Bình Dương Quốc tế
Hoa hậu Châu Á Thái Bình Dương Quốc tế (Tiếng Anh: Miss Asia Pacific International) là một trong những cuộc thi sắc đẹp quốc tế lâu đời nhất lần đầu được tổ chức tại Manila, Philippines.
Một người phụ nữ có thể tự tin và tự hào về những đặc điểm độc đáo của mình cũng như đánh giá cao và coi trọng những đặc điểm của người khác, có thể giúp mở đường cho một tương lai tốt đẹp và tươi sáng hơn. Cuộc thi là bước đỡ cho những người phụ nữ muốn nêu lên tiếng nói tôn vinh vẻ đẹp và sự hài hòa trong đa dạng. Có thể là dưới hình thức văn hóa, chủng tộc, tín ngưỡng, hoặc quan niệm, họ tin rằng tất cả phụ nữ đều xinh đẹp riêng biệt và là duy nhất.
- Sứ mệnh - Hoa hậu Châu Á Thái Bình Dương Quốc tế truyền cảm hứng cho phụ nữ cảm thấy thoải mái với làn da của chính mình và tin rằng cá tính của họ là một trong những phẩm chất quan trọng khiến họ đẹp một cách khác biệt. Để tạo cơ hội cho họ phát triển kỹ năng, đạt được tiềm năng cao nhất và là hình ảnh thu nhỏ của một người mạnh mẽ, được trao quyền và người phụ nữ tự tin.
- Tầm nhìn - Hoa hậu Châu Á Thái Bình Dương Quốc tế là một nền tảng để phụ nữ học hỏi, cải thiện và khơi dậy sự thay đổi tích cực trong bản thân và cộng đồng toàn cầu.

## Lịch sử
Cuộc thi được thành lập vào năm 1968 với tên gọi Miss Asia Quest và chỉ dành cho các thí sinh đến từ Châu Á và Châu Đại Dương cũng như một cuộc thi khu vực dành cho các đại diện tại khu vực Châu Á Thái Bình Dương. Cuộc thi lần đầu tiên do Dr Vicente Ocampo Jr tổ chức. Cuộc thi khởi đầu với số lượng thí sinh tham gia khiêm tốn với 18 quốc gia tham gia trong phiên bản đầu tiên.
Danh hiệu của cuộc thi đã được đổi thành Hoa hậu Châu Á Thái Bình Dương vào năm 1984 và Hoa hậu Châu Á Thái Bình Dương Quest vào năm 1985 sau khi những thí sinh tham gia từ các quốc gia ở Châu Mỹ và Thái Bình Dương được phép tranh tài. Kể từ năm 2005, cuộc thi một lần nữa được đổi tên thành Hoa hậu Châu Á Thái Bình Dương Quốc tế (MAPI) và mọi quốc gia từ khắp nơi trên thế giới đều được tham dự cuộc thi. Cuộc thi không được tổ chức vào năm 1990 do trận động đất ở Luzon và năm 1991 do núi Pinatubo phun trào; cũng trong năm 2004 và từ năm 2006 đến năm 2015.
Năm 2005, hoa hậu Leonora Jimenez Monge đến từ Costa Rica đã bị truất ngôi sau khi tham gia cuộc thi Hoa hậu Thế giới. Á hậu 1, Yevgeniya Lapova đến từ Nga đã được trao vương miện và danh hiệu. Cuộc thi sau đó đã bị dừng lại sau khi kết thúc phiên bản năm 2005.
12 năm sau, cuộc thi được tái khởi động và người chiến thắng Hoa hậu Châu Á Thái Bình Dương Quốc tế 2016 là Tessa le Conge đến từ Hà Lan.
Đương kim Hoa hậu Châu Á Thái Bình Dương Quốc tế 2024 là Janelis Leyba đến từ Hoa Kỳ, được trao vương miệng vào ngày 7 tháng 10 năm 2024.
Do những hạn chế vì đại dịch COVID-19 đang diễn ra, ban tổ chức đã ngừng tổ chức cuộc thi kể từ lần tổ chức cuối cùng vào năm 2019.Năm 2024,cuộc thi được thông báo sẽ quay trở lại và được tổ chức tại Manila Philippines

## Các Hoa hậu Châu Á Thái Bình Dương Quốc tế
| Năm  | Quốc gia         | Chiến thắng                  | Địa điểm tổ chức                                               | Số lượng tham gia |
| ---- | ---------------- | ---------------------------- | -------------------------------------------------------------- | ----------------- |
| 1965 | Malaysia         | Angela Filmer                | Manila, Philippines                                            | 5                 |
| 1968 | Đài Loan         | Macy Shih                    | Araneta Coliseum, Thành phố Quezon, Philippines                | 12                |
| 1969 | Hàn Quốc         | Seo Won-kyoung               | Araneta Coliseum, Thành phố Quezon, Philippines                | 13                |
| 1970 | Ấn Độ            | Zeenat Aman                  | Araneta Coliseum, Thành phố Quezon, Philippines                | 15                |
| 1971 | Guam             | Flora Baza                   | Araneta Coliseum, Thành phố Quezon, Philippines                | 15                |
| 1972 | Úc               | Janet Coutts                 | Araneta Coliseum, Thành phố Quezon, Philippines                | 14                |
| 1973 | Ấn Độ            | Tara Fonseca                 | Manila, Philippines                                            | 14                |
| 1974 | Úc               | Susie Currie                 | Manila, Philippines                                            | 16                |
| 1975 | Papua New Guinea | Eva Arni                     | Manila, Philippines                                            | 18                |
| 1976 | Singapore        | Jacqueline Stuart            | Manila, Philippines                                            | 17                |
| 1977 | Indonesia        | Linda Emran                  | Manila, Philippines                                            | 17                |
| 1978 | Thái Lan         | Siriporn Savanglum           | Manila, Philippines                                            | 15                |
| 1979 | Thổ Nhĩ Kỳ       | Ayla Altas                   | Manila, Philippines                                            | 15                |
| 1980 | Úc               | Lorraine McGrady             | Manila, Philippines                                            | 16                |
| 1981 | Sri Lanka        | Bernadine Senanayake         | Kuala Lumpur, Malaysia                                         | 16                |
| 1982 | Philippines      | Maria Zaragoza               | Kuala Lumpur, Malaysia                                         | 14                |
| 1983 | Philippines      | Gloria Dimayacyac            | Manila, Philippines                                            | 14                |
| 1984 | Thổ Nhĩ Kỳ       | Melek Gurkan                 | Christchurch, New Zealand                                      | 19                |
| 1985 | Israel           | Nurit Mizrachi               | Hong Kong Cultural Centre, Cửu Long, Hồng Kông thuộc Anh       | 31                |
| 1986 | New Zealand      | Helen Crawford               | Hong Kong Cultural Centre, Cửu Long, Hồng Kông thuộc Anh       | 32                |
| 1987 | Panama           | Cilinia Prada                | Westin Philippine Plaza Hotel, Pasay, Philippines              | 30                |
| 1988 | Thái Lan         | Preeyanuch Panpradub         | Hong Kong Cultural Centre, Cửu Long, Hồng Kông thuộc Anh       | 32                |
| 1989 | Philippines      | Lorna Legaspi                | Hong Kong Cultural Centre, Cửu Long, Hồng Kông thuộc Anh       | 31                |
| 1992 | Israel           | Tali Ben Harush              | Manila, Philippines                                            | 24                |
| 1993 | Philippines      | Michelle Aldana              | Philippine International Convention Center, Pasay, Philippines | 23                |
| 1994 | Perú             | Jessica Tapia                | Cebu Plaza Hotel, Cebu, Philippines                            | 26                |
| 1995 | Hàn Quốc         | Yoon Mi-jung                 | Baguio, Benguet, Philippines                                   | 27                |
| 1996 | Costa Rica       | Gabriela Aguilar             | Lagenda Hotel and Casino, Subic, Zambales, Philippines         | 27                |
| 1997 | Thái Lan         | Worarat Suwannarat           | Davao, Philippines                                             | 25                |
| 1998 | Costa Rica       | Kisha Alvarado               | Pampanga, Philippines                                          | 25                |
| 1999 | Colombia         | Juliana Arango               | Quezon City, Philippines                                       | 25                |
| 2000 | Ấn Độ            | Dia Mirza                    | Quezon City, Philippines                                       | 23                |
| 2001 | Perú             | Luciana Farfán               | Makati City, Philippines                                       | 19                |
| 2002 | Hàn Quốc         | Kim So-yoon                  | Manila, Philippines                                            | 25                |
| 2003 | Nga              | Tatyana Nikitina             | Folks Arts Theater, Pasay, Philippines                         | 25                |
| 2005 | Costa Rica       | Leonora Jiménez (Truất ngôi) | Quảng Châu, Trung Quốc                                         | 51                |
| 2005 | Nga              | Yevgeniya Lapova (Thay thế)  | Quảng Châu, Trung Quốc                                         | 51                |
| 2016 | Hà Lan           | Tessa le Conge               | Sheridan Beach Resort, Puerto Princesa, Palawan, Philippines   | 40                |
| 2017 | Brazil           | Francielly Ouriques          | Newport Theater of Resorts World Manila, Pasay, Philippines    | 42                |
| 2018 | Philippines      | Sharifa Akeel                | Newport Theater of Resorts World Manila, Pasay, Philippines    | 51                |
| 2019 | Tây Ban Nha      | Chaiyenne Huisman            | Newport Theater of Resorts World Manila, Pasay, Philippines    | 54                |
| 2024 | Hoa Kỳ           | Janelis Leyba                | Newport Theater of Resorts World Manila, Pasay, Philippines    | 33                |

## Số lần chiến thắng
| Quốc gia/Lãnh thổ | Số lần | Năm                          |
| ----------------- | ------ | ---------------------------- |
| Philippines       | 5      | 1982, 1983, 1989, 1993, 2018 |
| Hàn Quốc          | 3      | 1969, 1995, 2002             |
| Ấn Độ             | 3      | 1970, 1973, 2000             |
| Thái Lan          | 3      | 1978, 1988, 1997             |
| Costa Rica        | 3      | 1996, 1998, 2005A            |
| Úc                | 3      | 1972, 1974, 1980             |
| Peru              | 2      | 1994, 2001                   |
| Thổ Nhĩ Kỳ        | 2      | 1979, 1984                   |
| Nga               | 2      | 2003, 2005B                  |
| Israel            | 2      | 1985, 1992                   |
| Hoa Kỳ            | 1      | 2024                         |
| Tây Ban Nha       | 1      | 2019                         |
| Brazil            | 1      | 2017                         |
| Hà Lan            | 1      | 2016                         |
| Colombia          | 1      | 1999                         |
| Panama            | 1      | 1987                         |
| New Zealand       | 1      | 1986                         |
| Sri Lanka         | 1      | 1981                         |
| Indonesia         | 1      | 1977                         |
| Singapore         | 1      | 1976                         |
| Papua New Guinea  | 1      | 1975                         |
| Guam              | 1      | 1971                         |
| Đài Loan          | 1      | 1968                         |
| Malaysia          | 1      | 1965                         |

## Các Á hậu
| Năm  | Á hậu 1                                 | Á hậu 2                                       | Á hậu 3                                        | Á hậu 4                                        |
| ---- | --------------------------------------- | --------------------------------------------- | ---------------------------------------------- | ---------------------------------------------- |
| 1965 | Ester Cheryl da Silva Ceylon            | Resurreccion Vianzon · Philippines            | Không trao giải                                | Không trao giải                                |
| 1968 | Cassandra Stiles · Úc                   | Atsumi Ikeno · Nhật Bản                       | Jane Mozo de Goya · Philippines                | Valisra Trungvachirachi · Thái Lan             |
| 1969 | Shirley Sha · Đài Loan                  | Sandra Jacqueline Van Geyzel · Malaysia       | Julie Ann Hodge · Úc                           | Frances Margaret Carrick · New Zealand         |
| 1970 | Alice Tiongson Crisostomo · Philippines | Yvonne Haunani Young · Hawaii                 | Carolyn Dartnell · Úc                          | Geraldine Welford · New Zealand                |
| 1971 | Carolyn Gomara Masibay · Philippines    | Hong Jung Ja · Hàn Quốc                       | Gayah Tehetchik · Israel                       | Sandra Van Loon · Úc                           |
| 1972 | Yvette Marie Alfon · Philippines        | Dorit Bar · Israel                            | Vivienne Hamilton · New Zealand                | Srungya Krachangsuk · Thái Lan                 |
| 1973 | Nehama Fass · Israel                    | Lely Herawati Soendoro · Indonesia            | Chung Kum Ok · Hàn Quốc                        | Deborah Seccounbe · Úc                         |
| 1974 | Ethel Lau Wai Tak Hồng Kông             | Paripola Penson · Philippines                 | Liza Sindoro · Indonesia                       | Debra Josephine De Souza · Singapore           |
| 1975 | Bernadette Paille · Tahiti              | Jane Reilly · Úc                              | Darlene Schwenkey · Samoa                      | Linda Kaur · Malaysia                          |
| 1976 | Maea Atger · Tahiti                     | Anna Adrianne Bredemeyer · Ấn Độ              | Anna Luisa Delgado · Philippines               | Michelle Ann Glass · Úc                        |
| 1977 | Marianne De Souza · Ấn Độ               | Helen Ng · Singapore                          | Yifat Netzer · Israel                          | Rio Diaz · Philippines                         |
| 1978 | Epifania Lagman · Philippines           | Hannah Ekerling · Israel                      | Julie Ann Croft · Úc                           | Hisako Tanaka · Nhật Bản                       |
| 1979 | Maureen Mary Lestourgeon · Ấn Độ        | Lorraine Espiridon Schuck · Philippines       | Lajiah P. R. Sharma · Singapore                | Tracy Christopherson · Úc                      |
| 1980 | Rose Maria de Vera · Philippines        | Annie Chen Chiau Chuin · Singapore            | Cara Pollock · New Zealand                     | Mina Coldas · Thổ Nhĩ Kỳ                       |
| 1981 | Kimberly Ann Carey · Guam               | Corrine Gail Carvalho · Hawaii                | Kang Hae Suk · Hàn Quốc                        | Beatrice Hawkins · Malaysia                    |
| 1982 | Rosa Maria Misa · New Zealand           | Tippawan Aukkraphun · Thái Lan                | Sharon de Jong · Sri Lanka                     | Mi Il Kim · Hàn Quốc                           |
| 1983 | Dorit Kadosh · Israel                   | Nazan Satchi · Thổ Nhĩ Kỳ                     | Joanna Johns · New Zealand                     | Siriwan Wangwilai · Thái Lan                   |
| 1984 | Gayle Ann Jones · New Zealand           | Elsie Oh Swee Ping · Singapore                | Rinat Hadashi · Israel                         | Suzanne Hoffman · Hoa Kỳ                       |
| 1985 | Lin Ji Yeon · Hàn Quốc                  | Liliana Tapia Castillo · Perú                 | Eva Lai Hồng Kông                              | Perla Pereira Fruthwirth · Guatemala           |
| 1986 | Lim Suet Kwee · Singapore               | Sararat Rumruangwong · Thái Lan               | Không trao giải                                | Không trao giải                                |
| 1987 | Ana Corina Burgos del Rio · México      | Toni Jean Frances Peters · Úc                 | Choi Eun-hee · Hàn Quốc                        | Niril Elyovich · Israel                        |
| 1988 | Elsy Guadelupe Aceves Gurrola · México  | Revital Mor · Israel                          | Fatma Anil · Northern Cyprus                   | Mi Rim Kim · Hàn Quốc                          |
| 1989 | Myriam Tuheiava · Tahiti                | Galit Farber · Israel                         | Gloria Petrovic · Canada                       | Anne Seekaew · Thái Lan                        |
| 1992 | Chutima Nirunsitirat · Thái Lan         | Mutya Laxa · Philippines                      | Ingrid Matie Mole · New Zealand                | Kissarne Watson · Úc                           |
| 1993 | Namrata Shirodkar · Ấn Độ               | Monica Reyes · Chile                          | Maria Teresa Aragon · México                   | Lavianna Tan Poh Ling · Malaysia               |
| 1994 | Karla Contreras Estrada · México        | Ozlem Mete · Thổ Nhĩ Kỳ                       | Nathalie Cohen · Israel                        | Vaihere Lehartel · Đài Loan                    |
| 1995 | Ruchitra Malhotra · Ấn Độ               | Hsiao-Ping Chen · Đài Loan                    | Rocio del Pilar Abed · Perú                    | Previtha Thiyagarajah · Malaysia               |
| 1996 | Marilyn Maristela · Philippines         | Mirna Sommers · Tahiti                        | Mariel Ocampo · Perú                           | Kenia Melais · Panama                          |
| 1997 | Divya Chauhan · Ấn Độ                   | Nancy Veronica Peoma Agnieray · Tahiti        | Kerry Anita Lucas · Úc                         | Gabriela dela Luz de Heeckeren Lagos · Chile   |
| 1998 | Lourdes Lewis · Panama                  | Priya Nair · Fiji                             | Klara Lisy · Úc                                | Metua Heimoana · Tahiti                        |
| 1999 | Anna Tatarintseva · Nga                 | Amy Trott · Úc                                | Wan Wang-Fei · Đài Loan                        | Leanne Catherine Sorby · New Zealand           |
| 2000 | Marianela Salazar Guillen · Panama      | Winter Noel Washington · Úc                   | Alexandra Maria Rivas · El Salvador            | Kanueng-nit In-orng · Thái Lan                 |
| 2001 | Lisette Villanueva Jiménez · México     | Wanvisa Kham-daeng-yai · Thái Lan             | Karol Inés de la Torre Pinilla · Colombia      | Darlene Carbungco · Philippines                |
| 2002 | Ksenia Volkova · Nga                    | Tina Chhatwal · Ấn Độ                         | Miriam San Jose Chui · Philippines             | Aishwarya Sukhdeo · Fiji                       |
| 2003 | Shonal Rawat · Ấn Độ                    | Andrea Ovares López · Costa Rica              | Tracy Freundt · Perú                           | Samantha Wong Wye Yeng · Malaysia              |
| 2005 | Evgeniya Lapova · Nga · (Kết thúc)      | Zhang Li Yu · Trung Quốc · (Kết thúc)         | Claudia Ortiz de Zevallos · Perú · (Kết thúc)  | Jedah Hernandez · Philippines · (Kết thúc)     |
| 2005 | Zhang Li Yu · Trung Quốc · (Bổ nhiệm)   | Claudia Ortiz de Zevallos · Perú · (Bổ nhiệm) | Jedah Hernandez · Philippines · (Bổ nhiệm)     | Không trao giải                                |
| 2016 | Shawanya Tanhomwong · Thái Lan          | Ganiel Akrisha Atun Krishnan · Philippines    | Felicia George · Quần đảo Cook                 | Kim So-yeon · Hàn Quốc                         |
| 2017 | Acacia Walker · New Zealand             | Valeria Cardona · Honduras                    | Morgan Doelwijt · Hà Lan                       | Ilene De Vera · Philippines                    |
| 2018 | Gabriela Palma · Brasil                 | Melania Gonzales · Costa Rica · (Phế truất)   | Misheelt Narmandakh · Mông Cổ · (Kết thúc)     | Mariani Nataly Chacón · Venezuela · (Kết thúc) |
| 2018 | Gabriela Palma · Brasil                 | Misheelt Narmandakh · Mông Cổ · (Bổ nhiệm)    | Mariani Nataly Chacón · Venezuela · (Bổ nhiệm) | Raquel Van Gool · Hà Lan · (Bổ nhiệm)          |
| 2019 | Eoanna Constanza · Cộng hòa Dominica    | Jessica Victoria Cianchino · Canada           | Carolina Schuler · Brasil                      | Fiorella Cortez Arbenz · Costa Rica            |
| 2024 | Karen Sofia Nuñez · México              | Selena Ali · Bỉ                               | Blessa Ericha Figueroa · Philippines           | Jennifer Prokop · Đức                          |

## Các Người đẹp Châu lục
| Năm  | Châu Phi                             | Châu Mỹ                             | Châu Á                     | Châu Âu                  | Châu Đại Dương               |
| ---- | ------------------------------------ | ----------------------------------- | -------------------------- | ------------------------ | ---------------------------- |
| 2019 | Michele-Ange Minkata · Cameroon      | Jessica Cianchino · Canada          | Klyza Castro · Philippines | Lauralyn Vermeersch · Bỉ | Chelsea Martin · New Zealand |
| 2024 | Chizuruoke Sufficient Arua · Nigeria | Gabriela De Paiva Padilla · Bolivia | Sophiya Singh · Ấn Độ      | Selena Ali · Bỉ          | Keshia Lee Llarenas · Guam   |

## Danh sách đại diện Việt Nam
Chú thích
- Chiến thắng
- Á hậu
- Lọt vào chung kết hoặc bán kết

| Năm                                                      | Đại diện            | Quê quán   | Danh hiệu quốc gia                            | Thứ hạng       | Giải thưởng phụ                                    |
| -------------------------------------------------------- | ------------------- | ---------- | --------------------------------------------- | -------------- | -------------------------------------------------- |
| 1965                                                     | Thái Kim Hương      | An Giang   | Hoa hậu Miền Nam Việt Nam 1965                | Không đạt giải | Không                                              |
| 1974                                                     | Trần Lệ Hân         | Sài Gòn    | Không                                         | Không đạt giải | Best National Costume                              |
| 2005                                                     | Ngô Thị Mai Trang   | Nam Định   | Không                                         | Không đạt giải | Best Talent                                        |
| 2016                                                     | Hoàng Thu Thảo      | Hải Phòng  | Á hoàng Trang sức Việt Nam 2015               | Không đạt giải | Top 6 Best Talent                                  |
| 2017                                                     | Vương Thanh Tuyền   | Bình Dương | Á khôi Đồng bằng sông Cửu Long 2015           | Không đạt giải | Top 3 Darling of the Press Top 3 Best Evening Gown |
| 2018                                                     | Huỳnh Thúy Vi       | Cần Thơ    | Hoa khôi Sinh viên Cần Thơ 2014               | Không đạt giải | 1st Runner-up Best National Costume                |
| 2019                                                     | Nguyễn Thị Thu Hiền | Đắk Lắk    | Hoa khôi Nét đẹp Sinh viên với cộng đồng 2015 | Không đạt giải | Missosology's Choice                               |
| Cuộc thi không tổ chức từ 2020–2023 do Đại dịch COVID-19 |                     |            |                                               |                |                                                    |
| 2024                                                     | Phạm Thị Ánh Vương  | Bình Thuận | Á hậu Hòa bình Việt Nam 2024                  | Top 10         | Best National Costume                              |